# Fred Thomas
Fred Thomas (* 12. Mai 1985) ist ein britischer Fusion- und Jazzmusiker (Piano, Orgel, Kontrabass, Perkussion, Arrangement, Komposition) und Musikproduzent.

## Leben und Wirken
Thomas stammt aus einer Musikerfamilie; sein Vater ist der Geiger Peter Thomas. Er studierte Klavier und Komposition an der Royal Academy of Music in London und schloss 2009 mit einem Bachelor of Music ab.
Thomas gehörte seit 2006 zum Quintett The Magic Lantern um Jamie Doe, mit dem mehrere EPs und das Album A World in a Grain of Sand entstanden. Er ist Mitglied des F-IRE Collective; auf dem Label des Kollektivs sind einige seiner Projekte dokumentiert. Dazu gehören The Beguilers, ein Sextett, das Fred Thomas’ Liedvertonungen von Gedichten interpretiert, ein klassisches Duo mit seinem Vater Peter Thomas, das Duo Living Standards mit Zac Gvi und das Duo Repose mit Jiri Slavik. Dick Wag widmet sich dem Werk von Richard Wagner; mit Benoît Delbecq und Ewan Bleach legte er 2021 das Album Dick Wag – A Tribute to Richard Wagner (Babel) vor. Im Quintett Polyphonic Jazz Band (mit Martin Speake, Mick Foster, Phil Stevenson und Phelan Burgoyne) erkundet er improvisierte Polyphonie. In einem Trio mit Maurizio Ravalico und dem Schauspieler Gary Cooper wird improvisierte Musik für präpariertes Klavier und Schlagzeug Prosagedichten konfrontiert. Im Trio mit Zac Gvi und Cellist Ben Davis entstand das Monk-Album (Monk Spent Youth, 2019).
Weiterhin präsentierte er eine Trilogie von Aufnahmen von Werken von Johann Sebastian Bach: 2015 erschien bei The Silent Howl das Album Electrofeit, eine Solo-Orgelplatte mit Fugen, die durch das Werk des Historikers Hayden White inspiriert wurden. Auf dem Album Dance Suits (Odradek Records 2017) interpretierte er am Piano Klavierwerke von Bach, denen er durch unterschiedliche Platzierung der Mikrophone jeweils eine Räumlichkeit gab, die deren eigene Klangwelt reflektiert. Auf dem Banjo interpretierte er Werke von Bach und Orlando Gibbons (J. S. Banjo, 2020). Bei ECM erschien 2021 das Album Three or One mit Geigerin Aisha Orazbayeva, Cellistin Lucy Railton sowie Thomas am Piano mit seinen Transkriptionen der Choral-Präludien von Bach.
2024 veröffentlichte Thomas gemeinsam mit der Sängerin und Geigerin Alice Zawadzki und dem Bassisten Misha Mullov-Abbado bei ECM Records das Album Za Górami, das Folk-Idiome sephardischer, englischer, polnischer und anderer Herkunft mit frei fließendem Zusammenspiel und beweglichen Strukturen verbindet. Er ist mit einer Vielzahl von Künstlern aufgetreten oder hat mit ihnen zusammengearbeitet, darunter Pierre-Laurent Aimard, Jordi Savall, Brian Eno, Ethan Iverson, Jason Yarde, Julian Siegel, Seb Rochford, Oren Marshall und Elina Duni. Als Bühnenmusiker arbeitete er am Royal National Theatre und tourte weltweit mit Filter Theatre sowie als musikalischer Leiter mit Shakespeare’s Globe.
Thomas lehrt am Trinity Laban und hat auch als Produzent gearbeitet. Er ist auf Alben von Martin Speake, Alice Zawadzki, Adam Beattie, Native Dancer und Iarla Ó Lionáird zu hören.

## Diskographische Hinweise
- Alice Zawadzki, Fred Thomas, Misha Mullov-Abbado: Za Górami (ECM, 2024)